# Катрон (округ)
Ка́трон (Catron) — округ в штате Нью-Мексико в США. Административный центр округа — посёлок Резерв.

## История
Территория округа после прихода испанцев стала частью территории Санта-Фе-де-Нуэво-Мехико (исп. Santa Fé de Nuevo México), а позднее частью Территории Аризона. До 1921 территория округа входила в состав округа Сокорро, а 25 февраля 1921 года был образован округ Катрон. История округа наполнена многими событиями в духе «дикого Запада» с перестрелками, убийствами, нападениями и золотыми разработками.

### Известные личности и события
- На территории округа жили представители культуры Мимбрес, являвшейся частью культуры Могольон. Памятники этой культуры получили известность за своеобразное изящество.
- Сержант армии США Джеймс К. Куни первым обнаружил золотые и серебряные руды в горах на территории округа. После отставки он занялся добычей золота, но был убит во время нападения индейцев-апачей из племени чирикауа под предводительством Викторио. Это нападение вошло в историю под названием «резня в Алма» по названию городка, близ которого находился прииск. Индейцы активно выступали против захвата их земель, известность получили также индейские вожди Кочис и Гояале (Джеронимо).
- Легендарный Эльфего Бака в 1894 стал героем «перестрелки во Фриско», в посёлке Сан-Франциско-Плаза, расположенном в 3 километрах от нынешнего центра округа посёлка Резерв.
- На территории округа близ посёлка Алма скрывались Бутч Кэссиди со своей «Дикой бандой».
- В округе жил также известный преступник Том Кетчум.

## География
Расположен на западе штата, на границе с Аризоной. Это самый большой округ в Нью-Мексико, он также крупнее некоторых штатов восточной части США. По данным Бюро переписи населения США, общая площадь территории округа 17 946 км², из которых 17 943 км² занимает суша, а примерно 3 км² заняты водой.
На территории округа частично расположены национальные леса Джила, Апач и Сибола. В прошлом их называли «лесной резерв», что дало название посёлку на берегу реки Сан-Франциско, ставшему центром округа.
Округ лежит на кратчайшем пути между Альбукерке в Нью-Мексико и Финиксом и Тусоном в Аризоне. В Резерв можно попасть также из Силвер-Сити по шоссе 180 или по шоссе 12.
В округе расположено месторождение олова Скво-Крик, в нём обнаружен минералы сквокрикит и максвеллит.

### Пограничные территории
- округ Сибола (Нью-Мексико) — с севера
- округ Сокорро (Нью-Мексико) — с востока
- округ Сьерра (Нью-Мексико) — с юго-востока
- округ Грант (Нью-Мексико) — с юга
- округ Гринли (Аризона) — с запада
- округ Апач (Аризона) — с запада

### Природные достопримечательности
В округе Катрон находится уникальная вулканическая область «Горящая гора», в которой земная поверхность имеет повышенную температуру, что вызывает образование пара даже при небольшом дожде. Индейцы-апачи использовали это тепло в лечебных целях.
- Горы
  - Чёрная гора (Нью-Мексико)
  - Чёрный хребет (Нью-Мексико)
  - Детил (горы)
  - Дьявольский хребет
  - Галло (горы)
  - Мангас (горы)
  - Моголон (горы)
  - Сализ (горы)
  - Сан-Франциско (горы, Нью-Мексико)
  - Тулароза (горы)
  - Уайтуотер (голец, Нью-Мексико)
- Водные объекты
  - Гленвуд (горячие источники)
  - Сан-Франциско (река)
  - Мидл-Форк (горячие источники)
  - Джордан (горячие источники)
  - Терки-Крик
  - Зуни (озеро)
- Леса
  - Апач (национальный лес)
  - Блу-Рейндж
  - Cибола (национальный лес)
  - Джила-Уайлдернес
  - Джила (национальный лес)
  - Уайтуотер-Кэньон
- Другие объекты
  - Ред-Хилл
  - Сан-Агустин (равнины)

## Демография
Согласно данным Бюро переписи населения США, население округа составляло:
- по переписи 2010 года — 3725 человек.
- по переписи 2000 года — 3543 человека.

По данным Бюро Статистики США на 2000 год население в округе 1584 домовладения и 1040 семей. Плотность населения — 0,20 чел./км². Число жилых строений — 2548.
Состав населения по расовым признакам:
- 87,75 % белых
- 0,28 % афроамериканцев
- 2,20 % индейцев
- 0,68 % азиатов
- 0,06 % выходцев с островов Тихого океана
- 5,42 % представителей других рас
- 3,61 % смешанного расового происхождения
- 19,16 % латиноамериканского происхождения.

В 22,3 % домовладений проживали дети младше 18 лет, в 55,4 % — семейные пары, в 7,6 — одинокие женщины и в 34,3 % — несемейные владельцы. Средний размер семьи — 2,75, среднее число проживающих в домовладении — 2,23.
По возрасту население округа делится:
- 21,10 % — моложе 18 лет;
- 4,20 % — от 18 до 24;
- 19,50 % — от 25 до 44;
- 36,40 % — от 45 до 64;
- 18,80 % — 65 и старше.

Средний возраст — 48 лет. На 100 женщин всех возрастов приходится 104,7 мужчин. На 100 женщин старше 18 лет приходится 101,7 мужчин.
Средний доход на хозяйство составлял 23 892 долларов США, а средний доход на семью — 30 742 долларов. Средний доход мужчин 26 064, а женщин — 18 315 долларов. Доход на душу населения составлял 13 951 доллар. Примерно 17,4 % семей и 24,5 % населения проживало ниже уровня бедности, из них 39,6 % моложе 18 лет и 14,9 % старше 65.

## Населённые пункты

### Посёлки
- Резерв

### Другие поселения
- Алма
- Апач-Крик
- Арагон
- Клермонт
- Куни
- Крузвилл
- Детил
- Гленвуд
- Луна
- Моголон
- Олд-Хорс-Спрингс
- Пай-Таун
- Плезантон
- Квемадо
- Ред-Хилл
- Сан-Франциско-Плаза